# اسکار امارو
اسکار امارو (انگلیسی: Oscar Amaro؛ زادهٔ ۱۷ مارس ۱۹۴۵) بازیکن فوتبال اهل برزیل است.
از باشگاه‌هایی که در آن بازی کرده‌است می‌توان به باشگاه فوتبال گرمیو اشاره کرد.